# Софіївка (Новоукраїнський район)
Софі́ївка — село в Україні, у Рівнянській сільській громаді Новоукраїнського району Кіровоградської області. Населення становить 150 осіб. Орган місцевого самоврядування — Рівнянська сільська рада.

## Населення
Згідно з переписом УРСР 1989 року чисельність наявного населення села становила 167 осіб, з яких 66 чоловіків та 101 жінка.
За переписом населення України 2001 року в селі мешкало 150 осіб.

### Мова
Розподіл населення за рідною мовою за даними перепису 2001 року:
| Мова       | Відсоток |
| ---------- | -------- |
| українська | 96,67 %  |
| російська  | 2,00 %   |
| молдовська | 1,33 %   |